# 怒る西行
『怒る西行』（おこるさいぎょう）は、沖島勲監督による2010年の日本のドキュメンタリー映画。
放射五号道路建設計画による東京の景観の目まぐるしい変化を描いている。

## キャスト
- 沖島勲
- 石山友美

## 評価
雑誌『Nobody』の田中竜輔は、本作における沖島勲が「何かの『冗談』にしか思えない世界について語ることは、それをまったくの『現実』であると認めることからしか、すなわち自身の認識の敗北を受け入れる限りでしか始められはしない」ことを「はっきりと受け入れている」、と指摘した。